# Litwa na Letnich Igrzyskach Olimpijskich 2016
Litwę na Letnich Igrzyskach Olimpijskich 2016 reprezentowało 67 zawodników – 48 mężczyzn i 15 kobiet.
Był to dziewiąty udział reprezentacji Litwy na letnich igrzyskach olimpijskich.

## Medaliści
| Medal | Zawodnik                             | Dyscyplina           | Konkurencja              | Data        |
| ----- | ------------------------------------ | -------------------- | ------------------------ | ----------- |
|       | Mindaugas Griškonis Saulius Ritter   | Wioślarstwo          | Dwójka podwójna mężczyzn | 11 sierpnia |
|       | Milda Valčiukaitė Donata Vištartaitė | Wioślarstwo          | Dwójka podwójna kobiet   | 11 sierpnia |
|       | Aurimas Didžbalis                    | Podnoszenie ciężarów | –94 kg mężczyzn          | 13 sierpnia |
|       | Aurimas Lankas Edvinas Ramanauskas   | Kajakarstwo          | K-2 200 m mężczyzn       | 18 sierpnia |

## Reprezentanci
| Dyscyplina           | Mężczyźni | Kobiety | Razem |
| -------------------- | --------- | ------- | ----- |
| Boks                 | 2         | 0       | 2     |
| Gimnastyka           | 1         | 0       | 1     |
| Judo                 | 0         | 1       | 1     |
| Kajakarstwo          | 6         | 0       | 6     |
| Kolarstwo            | 2         | 2       | 4     |
| Koszykówka           | 12        | 0       | 12    |
| Lekkoatletyka        | 7         | 9       | 16    |
| Pięciobój nowoczesny | 1         | 2       | 3     |
| Pływanie             | 5         | 1       | 6     |
| Podnoszenie ciężarów | 1         | 0       | 1     |
| Strzelectwo          | 1         | 0       | 1     |
| Tenis ziemny         | 1         | 0       | 1     |
| Wioślarstwo          | 7         | 3       | 10    |
| Zapasy               | 1         | 0       | 1     |
| Żeglarstwo           | 1         | 1       | 2     |
| Razem:               | 48        | 19      | 67    |

| Zawodnik               | Dyscyplina           | Data urodzenia            | Konkurencje | Płeć |
| ---------------------- | -------------------- | ------------------------- | ----------- | ---- |
| Aurimas Adomavičius    | Wioślarstwo          | 23 września 1993(dts)     | 1           | M    |
| Neringa Aidietytė      | Lekkoatletyka        | 5 czerwca 1983(dts)       | 1           | K    |
| Laura Asadauskaitė     | Pięciobój nowoczesny | 28 lutego 1984(dts)       | 1           | K    |
| Eglė Balčiūnaitė       | Lekkoatletyka        | 31 października 1988(dts) | 1           | K    |
| Ričardas Berankis      | Tenis ziemny         | 21 czerwca 1990(dts)      | 1           | M    |
| Juozas Bernotas        | Żeglarstwo           | 23 kwietnia 1989(dts)     | 1           | M    |
| Simonas Bilis          | Pływanie             | 11 listopada 1993(dts)    | 3           | M    |
| Aurimas Didžbalis      | Podnoszenie ciężarów | 13 czerwca 1991(dts)      | 1           | M    |
| Valdas Dopolskas       | Lekkoatletyka        | 30 kwietnia 1992(dts)     | 1           | M    |
| Rasa Drazdauskaitė     | Lekkoatletyka        | 20 marca 1981(dts)        | 1           | K    |
| Martynas Džiaugys      | Wioślarstwo          | 8 listopada 1986(dts)     | 1           | M    |
| Marius Grigonis        | Koszykówka           | 26 kwietnia 1994(dts)     | 1           | M    |
| Mindaugas Griškonis    | Wioślarstwo          | 17 stycznia 1986(dts)     | 1           | M    |
| Andrius Gudžius        | Lekkoatletyka        | 14 lutego 1991(dts)       | 1           | M    |
| Dominykas Jančionis    | Wioślarstwo          | 28 lutego 1993(dts)       | 1           | M    |
| Paulius Jankūnas       | Koszykówka           | 29 kwietnia 1984(dts)     | 1           | M    |
| Robertas Javtokas      | Koszykówka           | 20 marca 1980(dts)        | 1           | M    |
| Adas Juškevičius       | Koszykówka           | 3 stycznia 1989(dts)      | 1           | M    |
| Mantas Kalnietis       | Koszykówka           | 6 września 1986(dts)      | 1           | M    |
| Remigijus Kančys       | Lekkoatletyka        | 17 lipca 1987(dts)        | 1           | M    |
| Vaidas Kariniauskas    | Koszykówka           | 16 listopada 1993(dts)    | 1           | M    |
| Antanas Kavaliauskas   | Koszykówka           | 19 września 1984(dts)     | 1           | M    |
| Armandas Kelmelis      | Wioślarstwo          | 22 marca 1998(dts)        | 1           | M    |
| Justinas Kinderis      | Pięciobój nowoczesny | 24 maja 1987(dts)         | 1           | M    |
| Ignatas Konovalovas    | Kolarstwo            | 8 grudnia 1985(dts)       | 1           | M    |
| Simona Krupeckaitė     | Kolarstwo            | 13 grudnia 1982(dts)      | 2           | K    |
| Mindaugas Kuzminskas   | Koszykówka           | 19 października 1989(dts) | 1           | M    |
| Aurimas Lankas         | Kajakarstwo          | 7 września 1985(dts)      | 1           | M    |
| Diana Lobačevskė       | Lekkoatletyka        | 7 sierpnia 1980(dts)      | 1           | K    |
| Jonas Mačiulis         | Koszykówka           | 10 lutego 1985(dts)       | 1           | M    |
| Deividas Margevičius   | Pływanie             | 26 kwietnia 1995(dts)     | 1           | M    |
| Arturas Mastianica     | Lekkoatletyka        | 30 lipca 1992(dts)        | 1           | M    |
| Rūta Meilutytė         | Pływanie             | 19 marca 1997(dts)        | 1           | K    |
| Ignas Navakauskas      | Kajakarstwo          | 22 września 1989(dts)     | 1           | M    |
| Ramūnas Navardauskas   | Kolarstwo            | 30 stycznia 1988(dts)     | 1           | M    |
| Ričardas Nekriošius    | Kajakarstwo          | 12 września 1986(dts)     | 1           | M    |
| Dovydas Nemeravičius   | Wioślarstwo          | 11 grudnia 1996(dts)      | 1           | M    |
| Andrej Olijnik         | Kajakarstwo          | 16 października 1987(dts) | 1           | M    |
| Santa Pakenytė         | Judo                 | 11 grudnia 1991(dts)      | 1           | K    |
| Airinė Palšytė         | Lekkoatletyka        | 13 lipca 1992(dts)        | 1           | K    |
| Evaldas Petrauskas     | Boks                 | 19 marca 1992(dts)        | 1           | M    |
| Ronaldas Račinskas     | Strzelectwo          | 13 maja 1968(dts)         | 1           | M    |
| Edvinas Ramanauskas    | Kajakarstwo          | 18 sierpnia 1985(dts)     | 1           | M    |
| Danas Rapšys           | Pływanie             | 21 maja 1995(dts)         | 3           | M    |
| Saulius Ritter         | Wioślarstwo          | 23 sierpnia 1988(dts)     | 1           | M    |
| Domantas Sabonis       | Koszykówka           | 3 maja 1996(dts)          | 1           | M    |
| Lina Šaltytė           | Wioślarstwo          | 9 lutego 1987(dts)        | 1           | K    |
| Marius Šavelskis       | Lekkoatletyka        | 30 lipca 1994(dts)        | 1           | M    |
| Gintarė Scheidt        | Żeglarstwo           | 12 listopada 1982(dts)    | 1           | K    |
| Renaldas Seibutis      | Koszykówka           | 23 lipca 1985(dts)        | 1           | M    |
| Zinaida Sendriūtė      | Lekkoatletyka        | 20 grudnia 1984(dts)      | 1           | K    |
| Ieva Serapinaitė       | Pięciobój nowoczesny | 4 lutego 1995(dts)        | 1           | K    |
| Andrius Šidlauskas     | Pływanie             | 6 kwietnia 1997(dts)      | 1           | M    |
| Eimantas Stanionis     | Boks                 | 17 sierpnia 1994(dts)     | 1           | M    |
| Tadas Šuškevičius      | Lekkoatletyka        | 22 maja 1985(dts)         | 1           | M    |
| Giedrius Titenis       | Pływanie             | 21 lipca 1989(dts)        | 3           | M    |
| Daiva Tušlaitė         | Kolarstwo            | 18 czerwca 1986(dts)      | 1           | K    |
| Robert Tworogal        | Gimnastyka           | 5 października 1994(dts)  | 1           | M    |
| Živilė Vaiciukevičiūtė | Lekkoatletyka        | 3 kwietnia 1996(dts)      | 1           | K    |
| Jonas Valančiūnas      | Koszykówka           | 6 maja 1992(dts)          | 1           | M    |
| Milda Valčiukaitė      | Wioślarstwo          | 24 maja 1994(dts)         | 1           | K    |
| Edgaras Venckaitis     | Zapasy               | 12 grudnia 1985(dts)      | 1           | M    |
| Brigita Virbalytė      | Lekkoatletyka        | 1 lutego 1985(dts)        | 1           | K    |
| Donata Vištartaitė     | Wioślarstwo          | 11 czerwca 1989(dts)      | 1           | K    |
| Marius Žiūkas          | Lekkoatletyka        | 29 czerwca 1985(dts)      | 1           | M    |
| Vaida Žūsinaitė        | Lekkoatletyka        | 13 stycznia 1988(dts)     | 1           | K    |
| Henrikas Žustautas     | Kajakarstwo          | 13 lipca 1994(dts)        | 1           | M    |

## Boks
| Zawodnik           | Konkurencja                   | 1/16 finału | 1/8 finału             | Ćwierćfinał            | Półfinał               | Finał                  |
| ------------------ | ----------------------------- | ----------- | ---------------------- | ---------------------- | ---------------------- | ---------------------- |
| Evaldas Petrauskas | Waga lekkopółśrednia mężczyzn | Kumar P 1–2 | Nie zakwalifikował się | Nie zakwalifikował się | Nie zakwalifikował się | Nie zakwalifikował się |
| Eimantas Stanionis | Waga półśrednia mężczyzn      | Liu W 3–0   | Giyasov P 0–3          | Nie zakwalifikował się | Nie zakwalifikował się | Nie zakwalifikował się |

## Gimnastyka

### Gimnastyka sportowa
| Zawodnik        | Konkurencja                    | Kwalifikacje | Kwalifikacje | Kwalifikacje | Kwalifikacje | Kwalifikacje | Kwalifikacje | Kwalifikacje | Kwalifikacje | Finał                  | Finał                  | Finał                  | Finał                  | Finał                  | Finał                  | Finał                  | Finał                  |
| Zawodnik        | Konkurencja                    | F            | PH           | R            | V            | PB           | HB           | Suma         | Pozycja      | F                      | PH                     | R                      | V                      | PB                     | HB                     | Suma                   | Pozycja                |
| --------------- | ------------------------------ | ------------ | ------------ | ------------ | ------------ | ------------ | ------------ | ------------ | ------------ | ---------------------- | ---------------------- | ---------------------- | ---------------------- | ---------------------- | ---------------------- | ---------------------- | ---------------------- |
| Robert Tworogal | Wielobój indywidualny mężczyzn | 13,866       | 13,366       | 13,466       | 14,133       | 13,500       | 14,166       | 82,497       | 42.          | Nie zakwalifikował się | Nie zakwalifikował się | Nie zakwalifikował się | Nie zakwalifikował się | Nie zakwalifikował się | Nie zakwalifikował się | Nie zakwalifikował się | Nie zakwalifikował się |

## Judo
| Zawodnik       | Konkurencja   | 1/16 finału | 1/8 finału       | Ćwierćfinał             | Półfinał                | Finał                   |
| -------------- | ------------- | ----------- | ---------------- | ----------------------- | ----------------------- | ----------------------- |
| Santa Pakenytė | +78 kg kobiet | Wolny los   | Yamabe P 000–100 | Nie zakwalifikowała się | Nie zakwalifikowała się | Nie zakwalifikowała się |

## Kajakarstwo
| Zawodnik                           | Konkurencja         | Eliminacje | Eliminacje | Półfinał | Półfinał | Finał    | Finał   | Pozycja końcowa |
| Zawodnik                           | Konkurencja         | Czas       | Pozycja    | Czas     | Pozycja  | Czas     | Pozycja | Pozycja końcowa |
| ---------------------------------- | ------------------- | ---------- | ---------- | -------- | -------- | -------- | ------- | --------------- |
| Ignas Navakauskas                  | K-1 200 m mężczyzn  | 35,144     | 4. (Q)     | 35,168   | 5. (FB)  | 37,075   | 1.      | 9.              |
| Aurimas Lankas Edvinas Ramanauskas | K-2 200 m mężczyzn  | 31,755     | 1. (FA)    | –        | –        | 32,382   | 3.      |                 |
| Ričardas Nekriošius Andrej Olijnik | K-2 1000 m mężczyzn | 3:24,246   | 3. (Q)     | 3:18,526 | 2. (Q)   | 3:14,748 | 5.      | 5.              |
| Henrikas Žustautas                 | C-1 200 m mężczyzn  | 40,048     | 2. (Q)     | 41,187   | 6. (FB)  | 40,230   | 3.      | 11.             |

## Kolarstwo

### Kolarstwo szosowe
| Zawodnik             | Konkurencja                         | Czas    | Pozycja |
| -------------------- | ----------------------------------- | ------- | ------- |
| Ignatas Konovalovas  | Wyścig ze startu wspólnego mężczyzn | OTL     | OTL     |
| Ramūnas Navardauskas | Wyścig ze startu wspólnego mężczyzn | 6:22:23 | 35.     |
|                      |                                     |         |         |
| Daiva Tušlaitė       | Wyścig ze startu wspólnego kobiet   | 3:58:34 | 34.     |

### Kolarstwo torowe
Sprint
| Zawodnik           | Konkurencja   | Kwalifikacje | Kwalifikacje | Runda 1         | Repasaż 1 | Runda 2          | Repasaż 2             | Ćwierćfinał                | Półfinał                | Finał                                    | Pozycja końcowa |
| Zawodnik           | Konkurencja   | Czas         | Pozycja      | Runda 1         | Repasaż 1 | Runda 2          | Repasaż 2             | Ćwierćfinał                | Półfinał                | Finał                                    | Pozycja końcowa |
| ------------------ | ------------- | ------------ | ------------ | --------------- | --------- | ---------------- | --------------------- | -------------------------- | ----------------------- | ---------------------------------------- | --------------- |
| Simona Krupeckaitė | Sprint kobiet | 10,978       | 10. (Q)      | Meares W 11,308 | –         | Ligtlee P 11,393 | Cueff Hansen W 11,614 | Marchant P 12,364 P 11,574 | Nie zakwalifikowała się | o 5. miejsce: Lee Wojnowa Zhong P 11,400 | 7.              |

Keirin
| Zawodnik           | Konkurencja   | Runda 1 | Repasaż | Runda 2 | Finał            | Pozycja końcowa |
| ------------------ | ------------- | ------- | ------- | ------- | ---------------- | --------------- |
| Simona Krupeckaitė | Keirin kobiet | 2. (Q)  | –       | 5.      | o 7. miejsce: 6. | 12.             |

## Koszykówka
| Reprezentacja | Konkurencja      | Faza grupowa     | Faza grupowa    | Faza grupowa      | Faza grupowa       | Faza grupowa      | Faza grupowa | Ćwierćfinał       | Półfinał                | Finał                   |
| Reprezentacja | Konkurencja      | Przeciwnicy      | Przeciwnicy     | Przeciwnicy       | Przeciwnicy        | Przeciwnicy       | Pozycja      | Ćwierćfinał       | Półfinał                | Finał                   |
| ------------- | ---------------- | ---------------- | --------------- | ----------------- | ------------------ | ----------------- | ------------ | ----------------- | ----------------------- | ----------------------- |
| Litwa         | Turniej mężczyzn | Brazylia W 82–76 | Nigeria W 89–80 | Argentyna W 81–73 | Hiszpania P 59–109 | Chorwacja P 81–90 | 3. (Q)       | Australia P 64–90 | Nie zakwalifikowali się | Nie zakwalifikowali się |

| Pozycja          | Numer            | Zawodnik             | Data urodzenia       | Wzrost            | Klub              |
| ---------------- | ---------------- | -------------------- | -------------------- | ----------------- | ----------------- |
| PG               | 5                | Mantas Kalnietis     | 6 września 1986      | 195               | Olimpia Mediolan  |
| G                | 7                | Adas Juškevičius     | 3 stycznia 1989      | 194               | Lietuvos Rytas    |
| SF               | 8                | Jonas Mačiulis       | 10 lutego 1985       | 198               | Real Madryt       |
| SG               | 10               | Renaldas Seibutis    | 23 lipca 1985        | 196               | Žalgiris Kowno    |
| FC               | 11               | Domantas Sabonis     | 3 maja 1996          | 211               | Gonzaga Bulldogs  |
| C                | 12               | Antanas Kavaliauskas | 19 września 1984     | 208               | Lietuvos Rytas    |
| PF               | 13               | Paulius Jankūnas     | 29 kwietnia 1984     | 205               | Žalgiris Kowno    |
| C                | 15               | Robertas Javtokas    | 20 marca 1980        | 211               | Žalgiris Kowno    |
| C                | 17               | Jonas Valančiūnas    | 6 maja 1992          | 213               | Toronto Raptors   |
| SF               | 19               | Mindaugas Kuzminskas | 19 października 1989 | 205               | Unicaja Málaga    |
| GF               | 40               | Marius Grigonis      | 26 kwietnia 1994     | 198               | ICL Manresa       |
| G                | 93               | Vaidas Kariniauskas  | 16 listopada 1993    | 197               | Kymis Seajets     |
| Trener           | Trener           | Jonas Kazlauskas     | 21 listopada 1954    | 21 listopada 1954 | 21 listopada 1954 |
| Asystent trenera | Asystent trenera | Darius Maskoliūnas   | 6 stycznia 1971      | 6 stycznia 1971   | 6 stycznia 1971   |
| Asystent trenera | Asystent trenera | Gintaras Krapikas    | 6 lipca 1961         | 6 lipca 1961      | 6 lipca 1961      |

## Lekkoatletyka
| Zawodnik               | Konkurencja            | Eliminacje | Eliminacje | Półfinał                | Półfinał                | Finał                   | Finał                   |
| Zawodnik               | Konkurencja            | Wynik      | Pozycja    | Wynik                   | Pozycja                 | Wynik                   | Pozycja                 |
| ---------------------- | ---------------------- | ---------- | ---------- | ----------------------- | ----------------------- | ----------------------- | ----------------------- |
| Andrius Gudžius        | Rzut dyskiem mężczyzn  | 65,18      | 4. (q)     | –                       | –                       | 60,66                   | 12.                     |
| Valdas Dopolskas       | Maraton mężczyzn       | –          | –          | –                       | –                       | 2:28:21                 | 111.                    |
| Remigijus Kančys       | Maraton mężczyzn       | –          | –          | –                       | –                       | 2:21:10                 | 75.                     |
| Marius Šavelskis       | Chód na 20 km mężczyzn | –          | –          | –                       | –                       | 1:29:26                 | 59.                     |
| Marius Žiūkas          | Chód na 20 km mężczyzn | –          | –          | –                       | –                       | 1:22:27                 | 26.                     |
| Arturas Mastianica     | Chód na 50 km mężczyzn | –          | –          | –                       | –                       | DNF                     | DNF                     |
| Tadas Šuškevičius      | Chód na 50 km mężczyzn | –          | –          | –                       | –                       | 4:04:10                 | 33.                     |
|                        |                        |            |            |                         |                         |                         |                         |
| Airinė Palšytė         | Skok wzwyż kobiet      | 1,94       | 11. (Q)    | –                       | –                       | 1,88                    | 13.                     |
| Zinaida Sendriūtė      | Rzut dyskiem kobiet    | 60,79      | 11. (q)    | –                       | –                       | 61,89                   | 10.                     |
| Eglė Balčiūnaitė       | Bieg na 800 m kobiet   | 2:02,98    | 6.         | Nie zakwalifikowała się | Nie zakwalifikowała się | Nie zakwalifikowała się | Nie zakwalifikowała się |
| Rasa Drazdauskaitė     | Maraton kobiet         | –          | –          | –                       | –                       | 2:35:50                 | 37.                     |
| Diana Lobačevskė       | Maraton kobiet         | –          | –          | –                       | –                       | 2:30:48                 | 17.                     |
| Vaida Žūsinaitė        | Maraton kobiet         | –          | –          | –                       | –                       | 2:35:53                 | 38.                     |
| Neringa Aidietytė      | Chód na 20 km kobiet   | –          | –          | –                       | –                       | DNF                     | DNF                     |
| Živilė Vaiciukevičiūtė | Chód na 20 km kobiet   | –          | –          | –                       | –                       | 1:41:28                 | 56.                     |
| Brigita Virbalytė      | Chód na 20 km kobiet   | –          | –          | –                       | –                       | 1:35:11                 | 29.                     |

## Pięciobój nowoczesny
| Justinas Kinderis  | Mężczyźni | 18 | 211 | 2:06,84 | 320 | EL    | 0   | 11:27,33 | 613 | 1144 | 34. |  |  |  |  |  |  |  |  |
|                    |           |    |     |         |     |       |     |          |     |      |     |  |  |  |  |  |  |  |  |
| Laura Asadauskaitė | Kobiety   | 19 | 216 | 2:21,01 | 277 | EL    | 0   | 12:01,01 | 579 | 1072 | 30. |  |  |  |  |  |  |  |  |
| Ieva Serapinaitė   | Kobiety   | 15 | 190 | 2:14,43 | 297 | 69,50 | 265 | 14:29,68 | 431 | 1183 | 28. |  |  |  |  |  |  |  |  |

## Pływanie
| Zawodnik                                                         | Konkurencja                        | Eliminacje | Eliminacje | Półfinał               | Półfinał               | Finał                   | Finał                   |
| Zawodnik                                                         | Konkurencja                        | Czas       | Pozycja    | Czas                   | Pozycja                | Czas                    | Pozycja                 |
| ---------------------------------------------------------------- | ---------------------------------- | ---------- | ---------- | ---------------------- | ---------------------- | ----------------------- | ----------------------- |
| Simonas Bilis                                                    | 50 m stylem dowolnym mężczyzn      | 22,01      | 14. (Q)    | 21,71                  | 5. (Q)                 | 22,08                   | 8.                      |
| Simonas Bilis                                                    | 100 m stylem dowolnym mężczyzn     | 49,16      | 30.        | Nie zakwalifikował się | Nie zakwalifikował się | Nie zakwalifikował się  | Nie zakwalifikował się  |
| Andrius Šidlauskas                                               | 100 m stylem klasycznym mężczyzn   | 1:00,59    | 23.        | Nie zakwalifikował się | Nie zakwalifikował się | Nie zakwalifikował się  | Nie zakwalifikował się  |
| Giedrius Titenis                                                 | 100 m stylem klasycznym mężczyzn   | 59,90      | 12. (Q)    | 59,80                  | 10.                    | Nie zakwalifikował się  | Nie zakwalifikował się  |
| Giedrius Titenis                                                 | 200 m stylem klasycznym mężczyzn   | 2:12,13    | 22.        | Nie zakwalifikował się | Nie zakwalifikował się | Nie zakwalifikował się  | Nie zakwalifikował się  |
| Danas Rapšys                                                     | 100 m stylem grzbietowym mężczyzn  | 54,40      | 24.        | Nie zakwalifikował się | Nie zakwalifikował się | Nie zakwalifikował się  | Nie zakwalifikował się  |
| Danas Rapšys                                                     | 200 m stylem grzbietowym mężczyzn  | 1:59,58    | 21.        | Nie zakwalifikował się | Nie zakwalifikował się | Nie zakwalifikował się  | Nie zakwalifikował się  |
| Simonas Bilis Deividas Margevičius Danas Rapšys Giedrius Titenis | 4 × 100 m stylem zmiennym mężczyzn | 3:35,90    | 14.        | –                      | –                      | Nie zakwalifikowali się | Nie zakwalifikowali się |
|                                                                  |                                    |            |            |                        |                        |                         |                         |
| Rūta Meilutytė                                                   | 100 m stylem klasycznym kobiet     | 1:06,35    | 4. (Q)     | 1:06,44                | 4. (Q)                 | 1:07,32                 | 7.                      |

## Podnoszenie ciężarów
| Zawodnik          | Konkurencja     | Rwanie | Podrzut | Wynik | Pozycja |
| ----------------- | --------------- | ------ | ------- | ----- | ------- |
| Aurimas Didžbalis | –94 kg mężczyzn | 177    | 215     | 392   |         |

## Strzelectwo
| Zawodnik           | Konkurencja    | Eliminacje | Eliminacje | Półfinał               | Półfinał               | Finał                  |
| Zawodnik           | Konkurencja    | Wynik      | Pozycja    | Wynik                  | Pozycja                | Finał                  |
| ------------------ | -------------- | ---------- | ---------- | ---------------------- | ---------------------- | ---------------------- |
| Ronaldas Račinskas | Skeet mężczyzn | 112        | 30.        | Nie zakwalifikował się | Nie zakwalifikował się | Nie zakwalifikował się |

## Tenis ziemny
| Zawodnik          | Konkurencja     | 1/32 finału   | 1/16 finału            | 1/8 finału             | Ćwierćfinał            | Półfinał               | Finał                  |
| ----------------- | --------------- | ------------- | ---------------------- | ---------------------- | ---------------------- | ---------------------- | ---------------------- |
| Ričardas Berankis | Singel mężczyzn | Millman P 0–6 | Nie zakwalifikował się | Nie zakwalifikował się | Nie zakwalifikował się | Nie zakwalifikował się | Nie zakwalifikował się |

## Wioślarstwo
| Zawodnik                                                                       | Konkurencja               | Eliminacje | Eliminacje | Repasaże | Repasaże | Ćwierćfinał | Ćwierćfinał | Półfinał | Półfinał | Finał   | Finał   | Pozycja końcowa |
| Zawodnik                                                                       | Konkurencja               | Czas       | Pozycja    | Czas     | Pozycja  | Czas        | Pozycja     | Czas     | Pozycja  | Czas    | Pozycja | Pozycja końcowa |
| ------------------------------------------------------------------------------ | ------------------------- | ---------- | ---------- | -------- | -------- | ----------- | ----------- | -------- | -------- | ------- | ------- | --------------- |
| Armandas Kelmelis                                                              | Jedynka mężczyzn          | 7:34,59    | 5. (R)     | 7:13,36  | 1. (Q)   | 7:04,67     | 5. (C/D)    | 7:20,72  | 4. (FD)  | 7:00,72 | 1.      | 19.             |
| Mindaugas Griškonis Saulius Ritter                                             | Dwójka podwójna mężczyzn  | 6:29,11    | 1. (Q)     | –        | –        | –           | –           | 6:14,61  | 1. (Q)   | 6:51,39 | 2.      |                 |
| Aurimas Adomavičius Martynas Džiaugys Dominykas Jančionis Dovydas Nemeravičius | Czwórka podwójna mężczyzn | 5:58,70    | 5. (R)     | 5:55,78  | 3. (FB)  | –           | –           | –        | –        | 6:15,16 | 3.      | 9.              |
|                                                                                |                           |            |            |          |          |             |             |          |          |         |         |                 |
| Lina Šaltytė                                                                   | Jedynka kobiet            | 8:35,92    | 3. (Q)     | –        | –        | 7:38,39     | 5. (C/D)    | 7:55,57  | 1. (FC)  | 7:30,38 | 2.      | 14.             |
| Milda Valčiukaitė Donata Vištartaitė                                           | Dwójka podwójna kobiet    | 7:04,82    | 1. (Q)     | –        | –        | –           | –           | 6:52,46  | 2. (Q)   | 7:43,76 | 3.      |                 |

## Zapasy
| Zawodnik           | Konkurencja                        | 1/16 finału | 1/8 finału  | Ćwierćfinał            | Półfinał               | Finał                  |
| ------------------ | ---------------------------------- | ----------- | ----------- | ---------------------- | ---------------------- | ---------------------- |
| Edgaras Venckaitis | –66 kg w stylu klasycznym mężczyzn | Wolny los   | Stäbler 2–3 | Nie zakwalifikował się | Nie zakwalifikował się | Nie zakwalifikował się |

## Żeglarstwo
| Zawodnik        | Konkurencja         | Wyścig | Wyścig | Wyścig | Wyścig | Wyścig | Wyścig | Wyścig | Wyścig | Wyścig | Wyścig | Wyścig | Wyścig | Wyścig | Punkty | Pozycja |
| Zawodnik        | Konkurencja         | 1      | 2      | 3      | 4      | 5      | 6      | 7      | 8      | 9      | 10     | 11     | 12     | M      | Punkty | Pozycja |
| --------------- | ------------------- | ------ | ------ | ------ | ------ | ------ | ------ | ------ | ------ | ------ | ------ | ------ | ------ | ------ | ------ | ------- |
| Juozas Bernotas | RS:X mężczyzn       | 19     | 23     | 17     | 29     | 37     | 14     | 26     | 37     | 21     | 37     | 26     | 29     | –      | 278    | 26.     |
|                 |                     |        |        |        |        |        |        |        |        |        |        |        |        |        |        |         |
| Gintarė Scheidt | Laser Radial kobiet | 38     | 1      | 9      | 8      | 12     | 5      | 12     | 21     | 4      | 11     | 4      | 8      | 8      | 90     | 7.      |